# Kerstin Nylander
Kerstin Signe Nylander, född 6 mars 1899 i Sankt Petersburg, död 18 oktober 1976 i Helsingfors, var en finländsk skådespelare och regissör.

## Biografi
Nylander var dotter till stinsen och författaren Axel Bruno Nylander och Signe Lagerstam. Hon skolades i Uleåborg och senare vid den svenska flickskolan i Helsingfors. 1917 blev hon student och anslöt sig till Svenska Teaterns elevskola, där hon studerade 1918–1919. Hon debuterade vid teatern 1919. Hon gjorde även studieresor till Paris. Nylander var verksam vid Svenska Teatern 1925–1959 och uppträdde på både finska och svenska. Under 1960-talet spelade och regisserade hon för TV och återvände till Svenska Teatern 1962. 
Under 1920-talet var Nylander gift med ingenjören Gunnar Lagus och gifte sig 1927 med skådespelaren Erik Lindström.

## Priser och utmärkelser
1954 Pro Finlandia-medaljen.

## Teater

### Roller (ej komplett)
| År   | Roll               | Produktion                                                   | Regi             | Teater                       |
| ---- | ------------------ | ------------------------------------------------------------ | ---------------- | ---------------------------- |
| 1927 | Mrs Flora Preston  | Nu kommer madame (Enter Madame) Gilda Varesi och Dolly Byrne | Tollie Zellman   | Svenska Teatern, Helsingfors |
| 1928 | Marion Lennox      | Bättre folk (The Best People) Avery Hopwood och David Gray   | Tollie Zellman   | Svenska Teatern, Helsingfors |
| 1938 | Drottning Caroline | Madame Sans-Gêne Victorien Sardou och Émile Moreau           | Mia Backman      | Svenska Teatern, Helsingfors |
| 1957 |                    | Vid skilda bord (Separate tables) Terence Rattigan           | Kerstin Nylander | Svenska Teatern, Helsingfors |

### Regi (ej komplett)
| År   | Produktion                      | Upphovsmän       | Teater                       |
| ---- | ------------------------------- | ---------------- | ---------------------------- |
| 1957 | Vid skilda bord Separate tables | Terence Rattigan | Svenska Teatern, Helsingfors |